# MEGA MIXES
MEGA MIXES（メガミックス）は、1996年に香港と台湾でリリースされたTRFのアルバム。2枚組である。
なお、香港盤と台湾盤で一部の曲タイトルが異なるが、曲自体はまったく同じものである。

## 解説
日本国内未発売であるこのアルバムのみに収録されている曲は6曲（詳しくは後述）。残りの曲は、大半がHYPER TECHNO MIX II、HYPER MIX III、hyper mix 4からの収録となっている。
Welcome to HK Megamixの曲の2バージョンで歌詞の内容が配慮されず、日本人が聞くと歌詞の内容が中抜けになっており、違和感を覚える内容となっている部分がある。

## 収録曲
Disc1-1,Disc2-5の曲名「Welcome to HK Megamix」は、台湾盤では「trf- MEGA MIXES」と変更されている。

### Disc 1
1、2、3曲目はこのアルバム限定。
1. Welcome to HK Megamix
収録曲は、「CRAZY GONNA CRAZY」「Survival dAnce」「Masquerade」「TRUTH '96」「BOY MEETS GIRL」の5曲。ノンストップになっている。
2. TRUTH '96 (C.Y. Radio Mix)
3. BOY MEETS GIRL (Perfect Sunshine Edit)
4. CRAZY GONNA CRAZY (Local Angel Mix)
5. Samui Yoru Dakara (Euro-House Mix)
6. Survival dAnce 〜no no cry more〜 (Tube Drive Mix)
7. masquerade (R and M and Plant Mix)
8. ISLAND ON YOUR MIND (99's Sea Side Mix)
9. Waiting Waves (Neo-Raga Mix)
10. WORLD GROOVE (Esprit da Funk Mini Mix)
11. EZ DO DANCE (Extended Techno Mix)

### Disc 2 (Bonus CD)
2、3、5曲目はこのアルバム限定。
1. TRUTH (Original Mix)
2. TRUTH '96 (Extended C.Y. Radio Mix)
3. TRUTH '96 (C.Y. Club Mix)
4. BOY MEETS GIRL (Perfect Sunshine Mix)
5. Welcome to HK Megamix (Full Length Version)

Boy Meets Girl (Perfect Sunshine Edit)は、hyper mix 4に収録されているBoy Meets Girl (Perfect Sunshine Mix)を短く編集しているトラック。